# Elena Khloptseva
Elena Ivanovna Khloptseva (en russe Елена Ивановна Хлопцева), née le 21 mai 1960 à Minsk, est une rameuse d'aviron biélorusse. 

## Carrière
Elena Khloptseva est sacrée championne olympique de deux de couple avec Larisa Aleksandrova-Popova sous les couleurs de l'Union soviétique en 1980 à Moscou.
Elle est aussi durant l'ère soviétique championne du monde junior de deux de couple en 1978, médaillée de bronze en quatre avec barreur aux Championnats du monde d'aviron 1978, championne du monde de quatre avec barreur en 1983, médaillée d'argent de quatre avec barreur aux Championnats du monde d'aviron 1985 et aux Championnats du monde d'aviron 1991.
Elle fait partie de l'équipe unifiée aux Jeux olympiques d'été de 1992 à Barcelone ; elle est médaillée de bronze en quatre de couple.
Elle concourt ensuite jusqu'en 1994 sous les couleurs de la Biélorussie.